# 秋葉重幸
秋葉 重幸（あきば しげゆき、1951年 - ）は日本の通信工学者。工学博士。KDDI研究所特別研究員、東京工業大学大学院連携教授、KDDI常務、KDDI理事、KDD研究所所長、KDDI研究所所長、KDDI海底ケーブルシステム社長、電子情報通信学会副会長等を歴任。海底ケーブルに使用される、光増幅国際長距離海底ケーブル方式の開発で知られる。山形県出身。

## 業績
1980年末から、海底ケーブルに光ファイバ通信技術が導入され、国際間の通信量が膨大になった。しかし、従来の通信方式では、ギガビット以上の伝送容量を実現するには信頼性、経済性の面で海底中継回路の高速化に限界があった。そこで、簡易な構成で飛躍的な伝送容量増加が図れる直接光増幅中継方式の開発が必要となる。秋葉らは、1980年後半から開発が進展したエルビウム光ファイバ増幅器に着目し、5Gbit/sの長距離光増幅海底ケーブルの研究開発を世界に先駆け着手し、成功した。
従来の再生中継伝送とは全く異なる新しい光増幅中継伝送による海底システムを実用化し、世界の主だった光海底ケーブルにその技術が適用され、今日のグローバル通信の基盤構築に多大な貢献を行った。
開発した光増幅海底ケーブル方式は、日米間の直結ルートを含む第5太平洋海底ケーブルネットワーク（TPC 5 CN）に適用されたのをはじめ、東南アジア諸国を結ぶAPCN海底ケーブルや欧州とアジアを接続するFLAG海底ケーブルに使用されているほか、海外の国内および国際海底ケーブルにも広く使用されている。

## 経歴
- 1974年　東京⼯業⼤学⼯学部電⼦⼯学科卒業
- 1976年　東京工業大学（のちの東京科学大学）修士課程終了、KDD入社、研究所勤務
- 1984年　東京工業大学より工学博士の学位授与
- 2000年　KDD研究所長
- 2002年　KDDI海底ケーブルシステム社長
- 2005年　KDDI研究所長
- 2011年　同主席特別研究員、東京工業大学連携教授[3]
- 2012年　電子情報通信学会副会長[4]

## 受賞
- 1979年　応用物理学会賞[5]
- 1997年　電子情報通信学会業績賞[6]
- 2000年　IEEEフェロー
- 2005年　電子情報通信学会フェロー[7]
- 2008年　文部科学大臣表彰・科学技術賞[8]
- 2011年　紫綬褒章[9][10]
- 2024年　C&C賞

## 著書
- 「長距離光ファイバ通信システム」森田逸郎、鈴木正敏と共著 オプトロニクス社 2019